# Brüel
Brüel [bryːl] ist eine Kleinstadt im Norden des Landkreises Ludwigslust-Parchim in Mecklenburg-Vorpommern (Deutschland). Sie wird vom Amt Sternberger Seenlandschaft mit Sitz in der Stadt Sternberg verwaltet. Der Ort ist ein Grundzentrum.

## Geografie

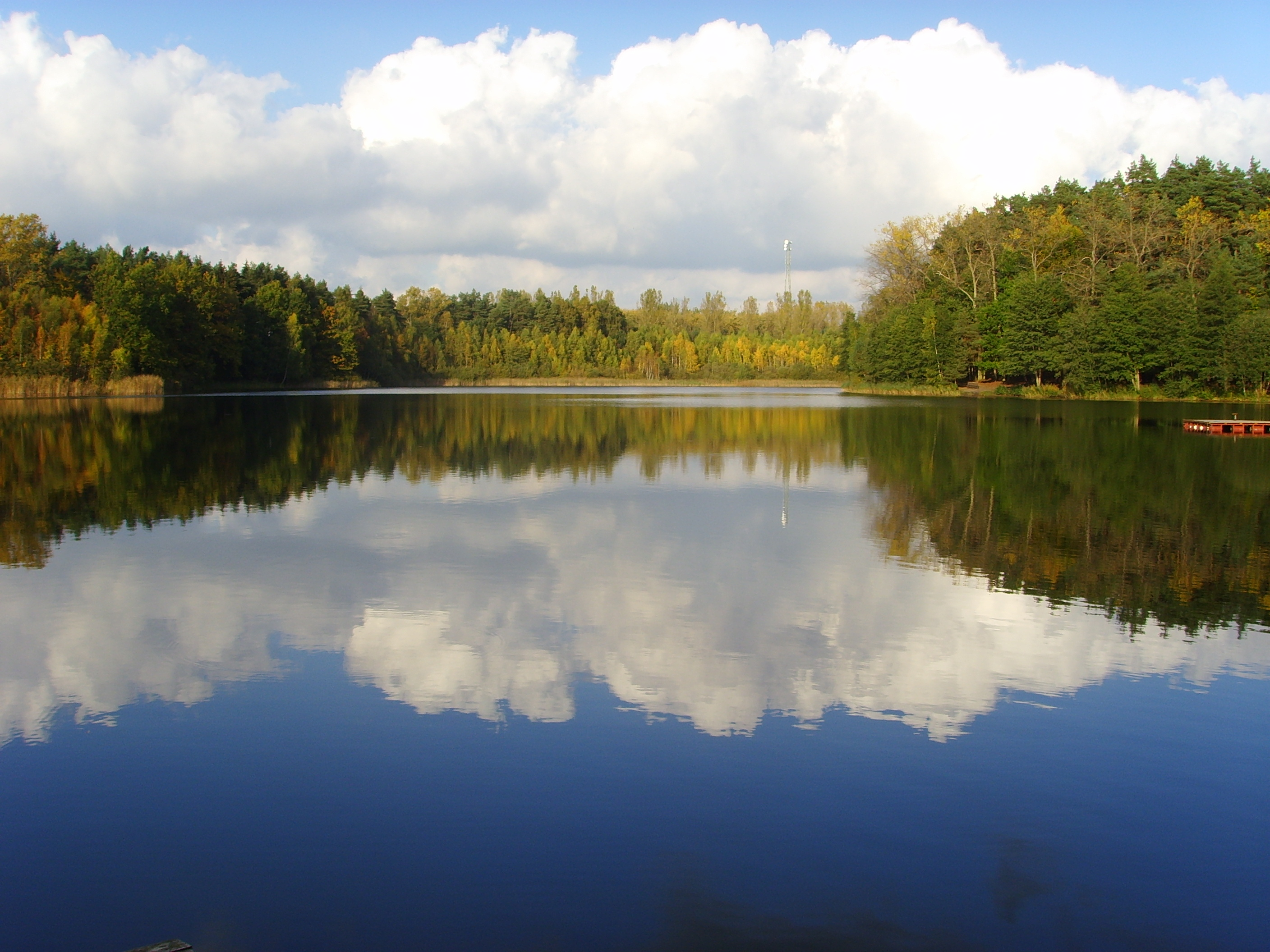
Roter See

### Lage
Brüel liegt nahe der mittleren Warnow im nördlichen Bereich der Sternberger Seenlandschaft. Die Stadt wird flankiert durch den Roten See im Süden, den Keezer See im Westen sowie den Tempziner See und den Groß Labenzer See im Norden und Nordosten. Der höchste Punkt im Stadtgebiet ist eine unbenannte Höhe südwestlich der Stadt mit 70,2 m ü. NHN. Die Entfernung zur Hansestadt Wismar beträgt etwa 30 Kilometer, zur Landeshauptstadt Schwerin etwa 27 Kilometer.
Umgeben wird Brüel von den Nachbargemeinden Kloster Tempzin im Norden, Blankenberg im Nordosten, Weitendorf im Südosten sowie Kuhlen-Wendorf im Südwesten.
Die Kernstadt Brüel erstreckt sich zu beiden Seiten des Mühlenbachs, der aus dem Tempziner See gespeist wird und östlich von Brüel bei Weitendorf in die Warnow mündet. Auf einem Hügel nordwestlich des Baches liegt das administrative Zentrum mit Kirche, Rathaus, Marktplatz, Sparkasse und ehemaligem Bahnhof. An der einzigen Straßenbrücke des Baches befindet sich die frühere Wassermühle und die Feuerwache. Der südöstliche Stadtteil umfasst die ehemalige Burganlage, die Schule und die Kreuzung der Bundesstraßen 192 und 104. Dieser Teil der Stadt reicht im Süden entlang der Schweriner Straße (B 104) bis zum Mühlenberg, auf dem bis in die 1960er Jahre eine Windmühle stand.

### Stadtgliederung
Zu Brüel gehören die Ortsteile Golchen, Keez, Necheln und Thurow sowie die Siedlung Kronskamp.

## Geschichte

### Name
Der Name Brüels stammt eventuell vom altpolabischen oder slawischen bryla ab, was so viel wie (Erd)-Schollen-Platz bedeutet. Eine andere Namensdeutung leitet den Namen vom häufig gebrauchten althochdeutschen Bruil oder Broil ab und das bedeutet dann feuchter Wiesengrund. Später wurde der Ort Bruyle (1266), Brule (1271) oder Broile (1456) und dann Brüle (1502) genannt.

### Frühgeschichte
Die frühesten Funde eines Lagerplatzes sowie steinerner Werkzeuge steinzeitlicher Nomaden im Innenstadtbereich von Brüel stammen aus dem Mesolithikum (mittlere Steinzeit), also etwa einer Zeit von 8000 bis 4000 v. Chr. Eine erste sesshafte Besiedelung erfolgte nachweislich im Neolithikum (Jungsteinzeit). Archäologen fanden sowohl Spuren steinzeitlicher Häuser als auch Keramik und Steingeräte aus dieser Zeit. Ob auch in der Bronze- oder Eisenzeit Menschen hier lebten, ist anhand der Funde nicht erkennbar.

### Mittelalter

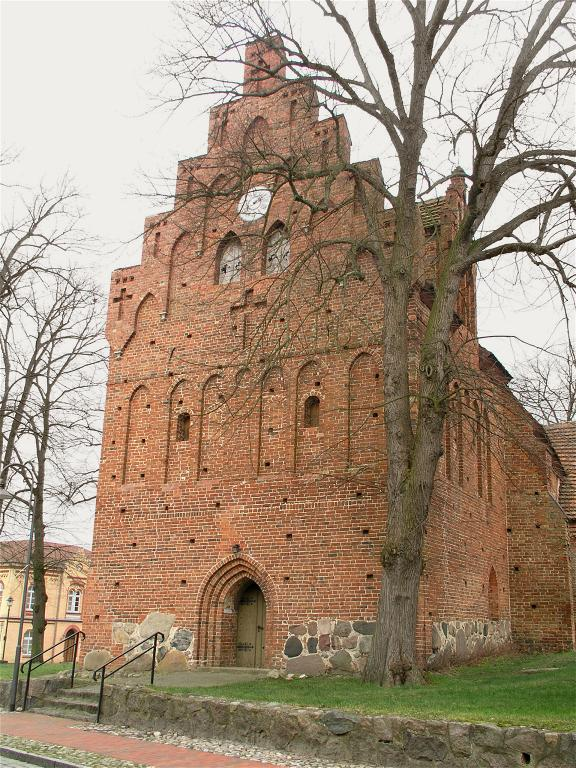
Stadtkirche Brüel, Westgiebel aus dem 15. Jahrhundert

Erste Spuren einer Besiedelung finden sich erst wieder in der älteren Slawenzeit ab dem 6. Jahrhundert. Aus dieser Zeit wurden beispielsweise Reste einer Herdstelle sowie Teile einer Küche entdeckt. Seither sind aus allen folgenden Jahrhunderten Funde belegt, was eine durchgehende Besiedelung bis zur urkundlichen Ersterwähnung wahrscheinlich macht. Während der Ost-Kolonisation unter Heinrich dem Löwen wurde die vorhandene Slawenburg im 12. Jahrhundert zerstört und am selben Ort eine neue größere, nun steinerne, Burganlage errichtet. Quellen lassen darauf schließen, dass diese bis ins 16. Jahrhundert bestand. Die Umstände ihrer Zerstörung sind unbekannt, heute ist lediglich der alte Burgwall zu erkennen.
In einer Urkunde zur Gründung des nahegelegenen Antoniter-Klosters Tempzin vom 7. Juni 1222 wurde Bruile erstmals erwähnt. Die ältesten Teile der Kirche aus dem 13. Jahrhundert standen zu dieser Zeit bereits. Reimar von Plessen erhob Brüel laut einer Urkunde von 1340 zum Stedeken, also zur Stadt, wahrscheinlich mit Parchimer Stadtrecht. Diese Jahresangabe ist aber umstritten. Andere Quellen besagen, dass Brüel erst um 1377 Stadtrecht erlangte. Als Brüel bei einem Stadtbrand 1485 seine Privilegien verlor, erneuerte Heinrich von Plessen diese zwei Jahre später. 1502 stiftete er vier Vikarien. Sein Bild und das seiner Frau Abel, geb. von Lützow, zieren noch heute eine Kirchenwand.
Brüel war eine Landstadt in Mecklenburg und als Teil der Städte des Mecklenburgischen Kreises auf Landtagen vertreten.

### Neuzeit
Brüel blieb bis 1611 bei den von Plessens. In dieser Zeit wurde es auch immer wieder mit Schenkungen bedacht, wie z. B. mit einer noch heute existierenden Kirchenglocke von 1588.
In der Folgezeit wechselte Brüel häufiger die Besitzer. Auch diese machten der Stadt immer wieder Schenkungen, wie Wilhelm Ludwig von Kohlhans, der ihr 1698 ein größeres Armenhaus stiftete. 1702 erwarb Christian von Freyburg von Kohlhans Hof Bruel, die alte Plessensche Burg mit Grundbesitz.
Die Stadt war im Mittelalter durch einen Wall mit einem darauf befindlichen Plankenzaun und zwei Stadttoren, die im Dreißigjährigen Krieg zerstört wurden, befestigt. 1708 wurde Brüel auf Befehl von Herzog Friedrich Wilhelm zu Mecklenburg-Schwerin zusätzlich noch mit einem Graben umgeben. Auf dem alten Burgberg wurde 1878 ein neues Schulhaus errichtet, dessen Kellergewölbe noch von der Burg stammt.

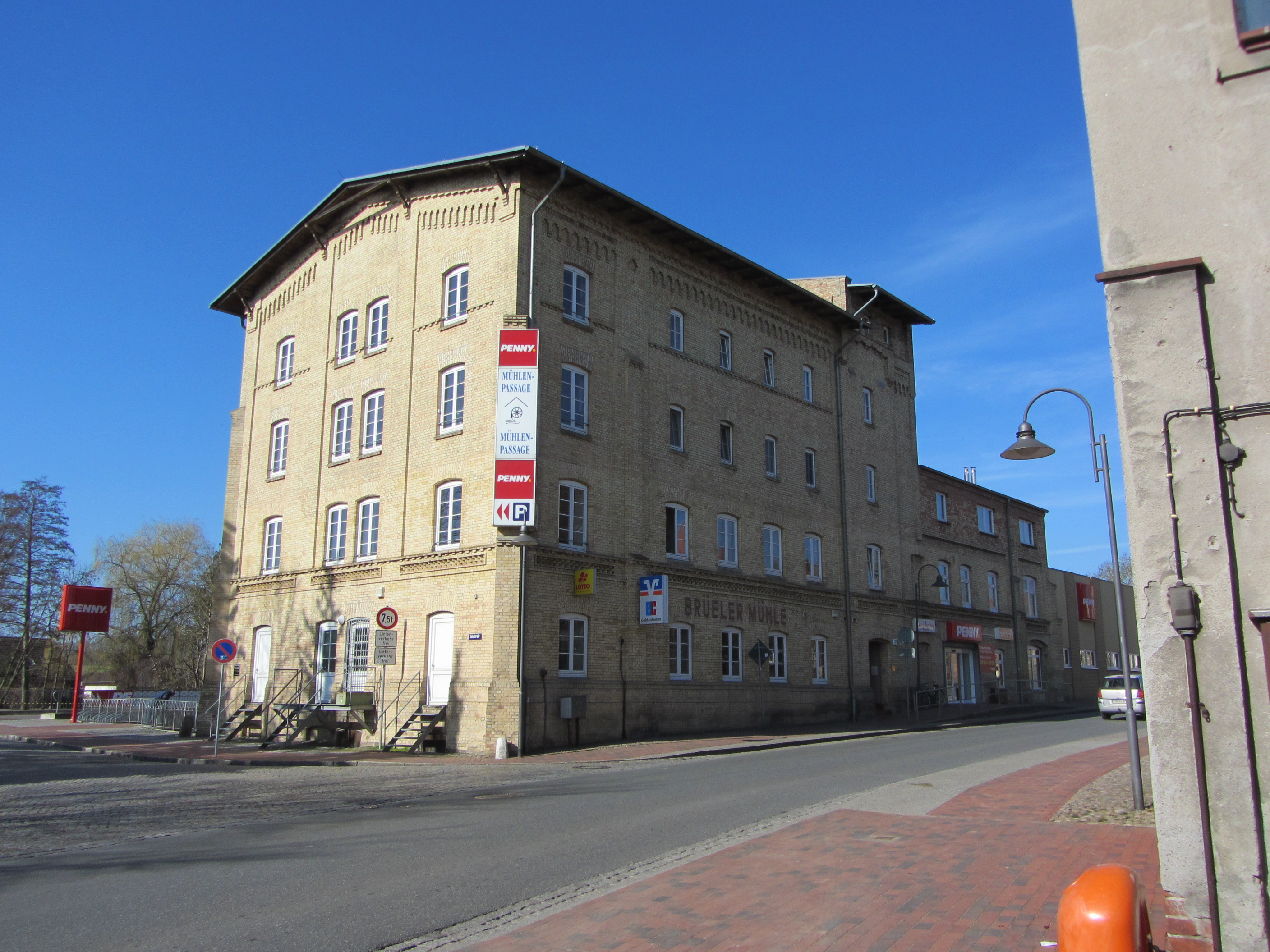
Wasser-Kornmühle aus dem 19. Jahrhundert (Brüeler Mühle)

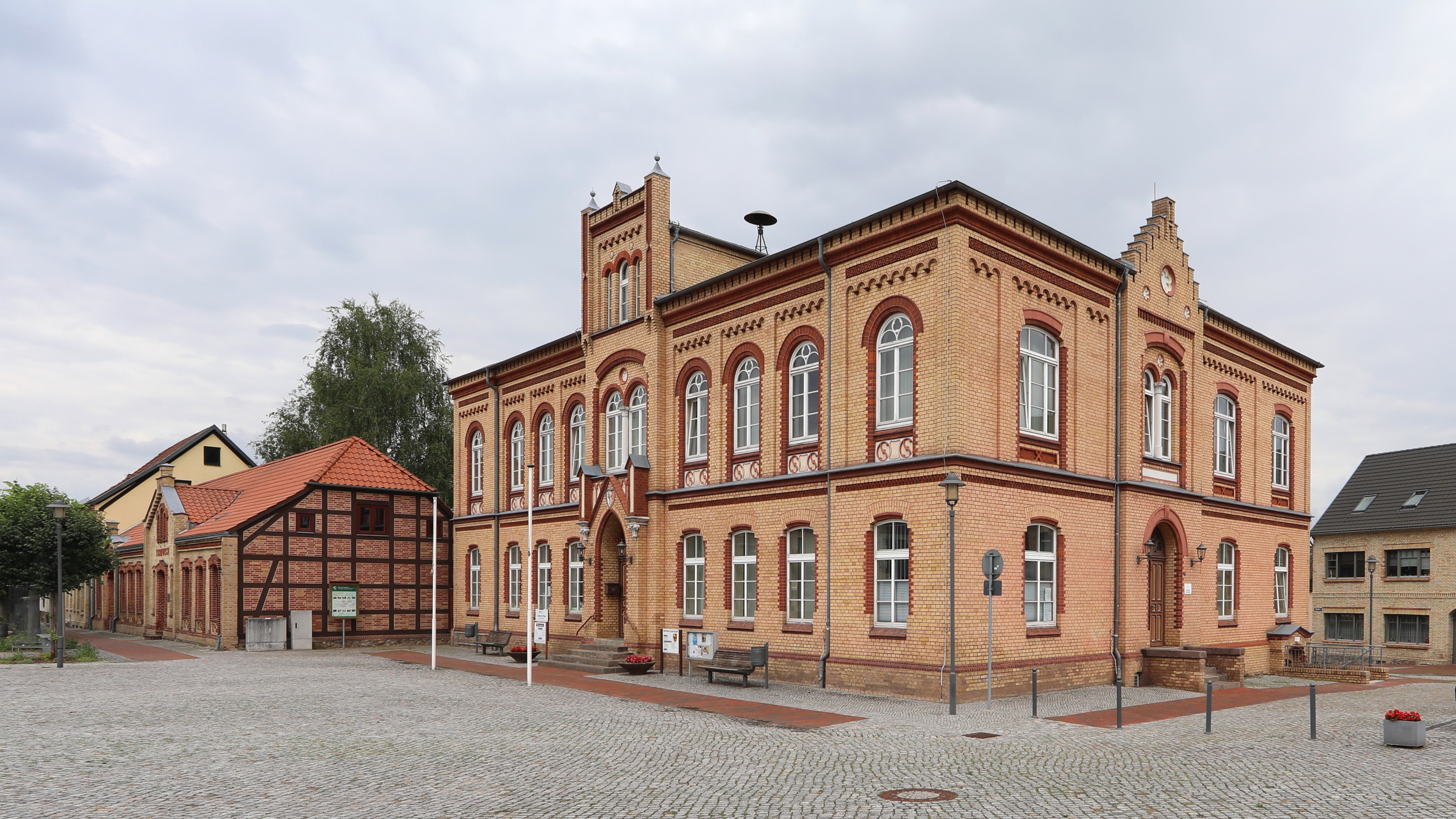
Rathaus

Brüel hatte eine jüdische Gemeinde. Spätestens ab 1750 sind in Brüel jüdische Einwohner nachweisbar. Mit ca. 5 % an Einwohnern jüdischen Glaubens zählte Brüel zu den Mecklenburger Städten mit einem vergleichsweise hohen Anteil. 1919 zog der letzte jüdische Bürger weg. Der erhaltene jüdische Friedhof liegt in Richtung Weitendorf in einem Kiefernforst.
Dem Dichter August Heinrich Hoffmann von Fallersleben wurde 1845 durch den Rat der Stadt und Bürgermeister Heinrich Friedrich Born das Bürgerrecht verweigert. Ab 1845 lebte und arbeitete er immer wieder einige Zeit auf dem Rittergut von Rudolf Müller im nahegelegenen Holdorf, nachdem er ein Jahr zuvor aus Preußen ausgewiesen wurde.
Brüel entwickelte sich zu einer Landstadt, deren typische Häuser man heute noch in der Stadt sieht. Innenstadt und Rathaus wurden im Rahmen der Städtebauförderung seit 1991 grundlegend saniert.
Von 1952 bis 1994 gehörte Brüel zum Kreis Sternberg (bis 1990 im DDR-Bezirk Schwerin, ab 1990 im Land Mecklenburg-Vorpommern). 1994 wurde die Stadt in den Landkreis Parchim eingegliedert, der 2011 mit dem Landkreis Ludwigslust zum Landkreis Ludwigslust-Parchim zusammengelegt wurde.
Bis zu seiner Auflösung am 1. Juli 2004 war Brüel Sitz des Amtes Brüel.

### Geschichte der Ortsteile
Golchen:
Der Ort entwickelte sich zum Herrensitz. Gut Golchen ging 1783 in den Besitz der Familie von Ko(h)lhans. 1802 wurde Rittmeister Ulrich Johann von Kohlhans auf Golchen nachweisbar. Aufgrund eines Familienfideikommiss-Minorats für Christian Friedrich von Kolhans-Wotrum kam es dann zu einer durchaus üblichen, hier bestand in erster Linie die Hoffnung den Namen weiter einen Platz in der Geschichte zu sichern, Namen- und Wappenvereinigung als „v. Stralendorff genannt v. Kolhans“. Dieser hatte in erster Ehe Wilhelmine von Stralendorff geheiratet. Und so nahm Ulrich von Stralendorff am 26. April 1775 dann frühzeitig den Namen und das Wappen derer von Kolhans an. Der letzte Eigentümer des Gutes bis vor der Bodenreform-Enteignung in den Jahren von 1918 bis 1945 wurde Heinrich Richard von Stralendorff jun. gen. von Kolhans. Er wurde in Zahrensdorf im Frühsommer 1945 ermordet und liegt im Park von Golchen begraben.
Keez:
Vor der Bodenreform waren die letzten Besitzer des Gutes Keez zunächst Vertreter der briefadeligen mecklenburgischen Familie von Suckow, in Person des Woldemar von Suckow (1882–1962) und bis 1937 seine Frau Margarete, geborene Lemcke. Dann erwarb es der bekannte Kunsthistoriker und altmärkische Rittergutsbesitzer Dr. phil. Udo von Alvensleben-Wittenmoor. Das Allodialgut Keez bestand etwas aus 439 ha Fläche.
Necheln:
Ort und Gut Necheln gehörte in der früheren Zeit verschiedenen bekannten Adelsfamilien, 1650 verpachtete es Adam von Barner auf neun Jahre an den Major Caspar von Winterfeldt-Cobrow. Um 1787 war es dem Herrn Kammerjunker und Klosterhauptmann von Raven gehörig. Gut Necheln war mehrfach verbunden zu Gut Golchen, Ende des 19. Jahrhunderts mit dem Kavallerie-Offizier Richard von Stralendorff (1862–1902), seine Frau war Franziska von dem Knesebeck, als Gutsherrn. Das Gut, der größte Teil der Ortsgemarkung, beinhaltete 202 ha. Es stand in den 1920er Jahren im Eigentum von Werner Heicke aus Brüel, als Verwalter fungierte Herr Schönfeld.
Siedlung Kronskamp:
Kronskamp (Brüel) bestand auch aus dem Hof der Familie Friedrich Garfs, mit 15 ha Größe. Die Villa der Familie im Landhausstil diente nachfolgend zu DDR-Zeiten unter anderem als Erholungsheim der Mathias-Thesen-Werft. Die Christusfigur auf dem Friedhof ist vom Bildhauer Hugo Berwald.
Thurow:
1444 verlieh Herzog Heinrich IV. von Mecklenburg die Güter Bresen, Ventschow, Turow, Jesendorf und Bibow an Johann von Bassewitz. Gutsbesitzer waren danach u. a. die Familien von Sperling (Mitte 16. Jh.), von Wopersnow und Lübbe (ab 1822). Mitte des 19. Jahrhunderts wechselten sich die Brüder Heinrich und Carl Lübbe, beides Juristen, sich miteinander als Gutsherren ab. Das Gutshaus stammt aus dem 19. Jahrhundert. Heinrich Lübbe war Gutsbesitzer auf Thurow mit Feldmark Wendfeld, 483 ha.

## Bevölkerung
| Jahr | Einwohner |
| ---- | --------- |
| 1819 | 1074      |
| 1827 | 1252      |
| 1831 | 1436      |
| 1846 | 1489      |
| 1861 | 1985      |
| 1880 | 2277      |
| 1919 | 1850      |

| Jahr | Einwohner |
| ---- | --------- |
| 1990 | 3399      |
| 1995 | 3301      |
| 2000 | 3278      |
| 2005 | 3094      |
| 2010 | 2763      |
| 2015 | 2605      |
| 2020 | 2587      |

| Jahr | Einwohner |
| ---- | --------- |
| 2021 | 2602      |
| 2022 | 2626      |
| 2023 | 2620      |

ab 1990: Stand: 31. Dezember des jeweiligen Jahres

## Religion
- Evangelisch-lutherische Kirchgemeinde mit Kirche und Pfarrhaus in der Ernst-Thälmann-Straße 1
- Römisch-katholische Kirche mit der St.-Bonifatius-Kirche von 1961 in der Schweriner Straße 29[20]
- Evangelische Freikirche der Siebenten-Tags-Adventisten mit dem Gemeindezentrum Adventgemeinde in der Schweriner Straße 7[21]

## Politik

### Stadtvertretung
Die Stadtvertretung von Brüel besteht aus 12 Mitgliedern. Die Kommunalwahl am 9. Juni 2024 führte bei einer Wahlbeteiligung von 64,7 % zu folgendem Ergebnis:
| Partei / Wählergruppe             | Stimmenanteil 2019 | Sitze 2019 |  | Stimmenanteil 2024 | Sitze 2024 |
| --------------------------------- | ------------------ | ---------- |  | ------------------ | ---------- |
| Brüeler Wählergemeinschaft        | –                  | –          |  | 90,1 %             | 11         |
| Die Linke                         | 17,7 %             | 2          |  | 05,8 %             | 01         |
| Einzelbewerber Willi Boldt        | –                  | –          |  | 04,2 %             | –          |
| CDU                               | 43,6 %             | 5          |  | –                  | –          |
| Einzelbewerber Torsten Lange      | 14,6 %             | 1          |  | –                  | –          |
| SPD                               | 10,5 %             | 1          |  | –                  | –          |
| Bürgerschaft der Gemeinde Brüel   | 10,2 %             | 1          |  | –                  | -          |
| Einzelbewerber Hans-Werner Lübcke | 03,3 %             | 1          |  | –                  | –          |
| Insgesamt                         | 100 %              | 11         |  | 100 %              | 12         |

Bei der Wahl 2019 entfielen auf den Einzelbewerber Torsten Lange zwei Sitze. Daher blieb in der Stadtvertretung ein Sitz unbesetzt.

### Bürgermeister
- 2004–2019: Hans-Jürgen Goldberg (Die Linke)
- seit 2019: Burkhard Liese (CDU)

Liese wurde in der Bürgermeisterstichwahl am 16. Juni 2019 mit 50,3 % der gültigen Stimmen gewählt. Er wurde am 9. Juni 2024 mit 71,8 % der gültigen Stimmen ohne Gegenkandidat in seinem Amt bestätigt. Seine Amtsdauer beträgt fünf Jahre.

### Wappen
| Wappen der Stadt Brüel | Blasonierung: „Gespalten; vorn in Gold ein halber hersehender schwarzer Stierkopf am Spalt; hinten in Rot ein halber goldener Stern am Spalt, darunter ein aus dem Spalt hervorkommendes gestieltes goldenes Dreiblatt.“ |
| Wappen der Stadt Brüel | Wappenbegründung: Das Wappen ist nach dem Siegelbild des S(IGILLVM) OPIDI BRVLE – zuerst 1384 als Abdruck überliefert – gestaltet und im April 1858 in der jetzigen Form festgelegt worden. Im Wappen verweist der aus dem Wappen der Adelsfamilie von Plessen nach dem Gestaltungsgrundsatz des pars pro toto entlehnte schwarze Stierkopf auf den einstigen Stadtherrn. Bildlich könnte der halbe Stern daran erinnern, dass Brüel von Sternberg wahrscheinlich das Parchimer Stadtrecht übernommen hat. Das Dreiblatt deutet möglicherweise auf den aus dem Altslawischen stammenden Ortsnamen (bryla = Klumpen, Erdscholle) hin. Das Wappen wurde am 10. April 1858 vom Großherzog Friedrich Franz II. von Mecklenburg-Schwerin festgelegt; 1991 neu gezeichnet und unter der Nr. 3 der Wappenrolle des Landes Mecklenburg-Vorpommern registriert. |

Historisches Wappen
| Wappen der Stadt Brüel 1940–1945 | Blasonierung: „In Blau eine goldene Fibel (Fibel von Häven).“ |
| Wappen der Stadt Brüel 1940–1945 | Wappenbegründung: Das Wappen verlor schon bald nach dem Ende des Zweiten Weltkrieges seine Gültigkeit. Das Wappen wurde vom Heraldiker Hans Herbert Schweitzer gestaltet und am 2. September 1940 durch den Reichsstatthalter in Mecklenburg verliehen. |

### Flagge

Flagge der Stadt Brüel

Die Flagge wurde von dem Brüeler Herbert Fürtig gestaltet und am 9. Dezember 1996 durch das Ministerium des Innern genehmigt.
Die Flagge ist quer zur Längsachse des Flaggentuchs Rot - Gelb (1:1) gestreift. In der Mitte des Flaggentuchs liegt, auf jeweils zwei Siebtel der Länge des roten und des gelben Streifens übergreifend, das Stadtwappen. Die Höhe des Flaggentuchs verhält sich zur Länge wie 3:5.

### Dienstsiegel
Das Dienstsiegel zeigt das Wappen der Stadt mit der Umschrift STADT BRÜEL.

### Städtepartnerschaft
Seit 1990 besteht eine Städtepartnerschaft mit der Gemeinde Schönkirchen in Schleswig-Holstein.

## Sehenswürdigkeiten und Kultur

### Bauwerke
- Stadtkirche Brüel, frühgotische einschiffige turmlose Kirche aus Backstein aus dem 13. Jahrhundert mit zweijochigem Langhaus und eingezogenem kreuzrippengewölbten Chor, getrennt durch den dazwischen liegenden Triumphbogen
- Rathaus von 1878

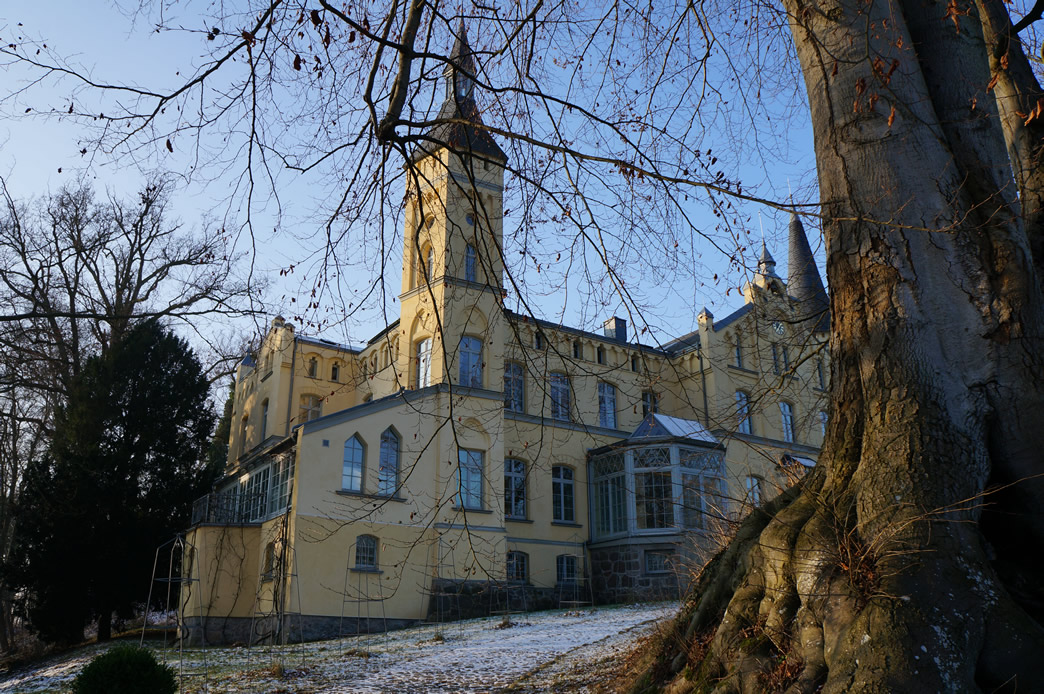
Gutshaus Golchen

- Gutshaus Golchen, vielgliedriger romantischer zweigeschossiger Putzbau von 1857 mit Sockel- und Mezzaningeschoss, mehreren Türmen, Erkern, Staffelgiebel und Risaliten, in den 1990er Jahren saniert; Gutsbesitz von Kloster Sonnenkamp (ab 1219), dann der Familien von Ko(h)lhans (ab 1783) und von Stralendorff gen. von Kolhans (namentlich ab 1810)
- Gutshaus Alt Necheln, zweigeschossiger Putzbau von um 1912 mit zweiteilig gegliedertem Walmdach nach Plänen der ersten Architektin Deutschlands Emilie Winkelmann für die Familie Booth; Zwerchgiebel mit Fachwerk-Obergeschossen und einem Türmchen, heute Ferienwohnhaus
- Gutshaus Neu Necheln
- Gutshaus Thurow, zweigeschossiger, zehnachsiger Putzbau aus dem 19. Jahrhundert mit Mezzaningeschoss und Walmdach

### Denkmäler
- Heuchert-Knoten und Meilenstein an der B 104
- Kriegsdenkmäler von 1870/71 und 1914
- Ehrengrab für den sozialdemokratischen Widerstandskämpfer Gustav Arndt, der 1934 im Zuchthaus Dreibergen-Bützow an den Folgen der erlittenen Folter starb. Seit 1948 trägt eine Straße im Ort seinen Namen, und seit 1984 erinnert dort an ihn eine Gedenktafel.

### Kultur
- Heimatstube und Stadtbibliothek im Bürgerhaus
- Kulturknastfenster, dort finden seit 2010 (Stand 2019) regelmäßig Konzerte mit experimenteller Jazzmusik statt. Es befindet sich im ehemaligen Gefängnis des Amtsgerichts, das in den 1950er Jahren zur Bauernbank umgebaut wurde und nach 1990 die Stadtbibliothek beherbergte.

## Wirtschaft und Infrastruktur
Verkehr

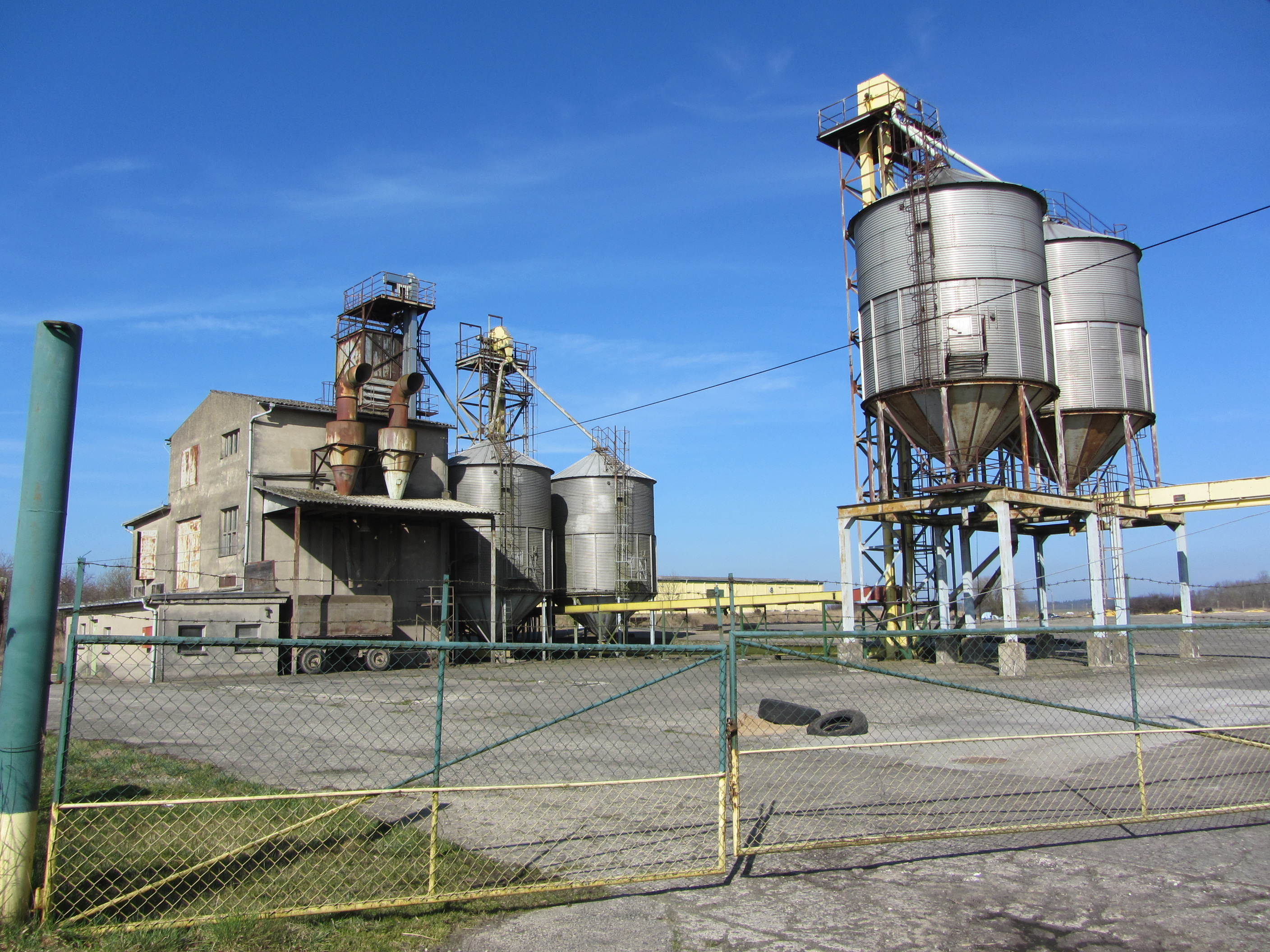
Lager der Getreide AG in Brüel

Innerhalb der Stadtgrenzen trifft die Bundesstraße 192 aus Richtung Wismar auf die B 104 (Schwerin–Güstrow). Die B 104 wurde nach der Wende als Umgehungsstraße ausgebaut und verläuft seitdem südlich des bebauten Stadtgebietes. Über die Anschlussstelle Schwerin-Nord (14 km) ist Brüel an die Bundesautobahn 14 (Wismar–Schwerin) und über die Anschlussstelle Zurow (20 km) an die A 20 (Lübeck–Rostock) angebunden.
Der nächstgelegene Bahnhof ist Blankenberg (Meckl) an der Bahnstrecke Bad Kleinen–Rostock. Er wird von den Regionalexpresslinien RE 1 (Hamburg–Rostock) und RE 4 (Lübeck–Szczecin) bedient. Der Bahnhof Brüel lag an der Bahnstrecke Wismar–Karow. 1998 wurde hier der Personenverkehr eingestellt.

## Persönlichkeiten

### Söhne und Töchter der Stadt
- Johannes Schulze (1786–1869), preußischer Regierungsbeamter
- Carl Hinstorff (1811–1882), Verleger
- Friedrich Schlie (1839–1902), Kunsthistoriker und Museumsdirektor
- Friederich Kiesow (1858–1940), überwiegend in Turin wirkender Psychologe
- Hermann Ernst Friedrich Garling (1892 Brüel–1961 Karlsruhe), deutscher Landschaftsmaler
- Hans Schröder (1899–1965), Diplomat während der Zeit des Nationalsozialismus
- Hermann Köpcke (1903–1978), Widerstandskämpfer gegen den Nationalsozialismus
- Karl Friedrich Jahr (1904–1973), Chemiker
- Hans Köpcke (1909–unbekannt), Handwerker, Widerstandskämpfer gegen den Nationalsozialismus
- Klaus Guth (* 1940), Schauspieler und Synchronsprecher

### Mit Brüel verbundene Persönlichkeiten
- Wilhelm („Schausting“) Harms (1850–1933), Schriftsteller, lebte in Brüel
- Theo Jörgensmann (* 1948), Klarinettist, lebt in Brüel